# Danny K. Davis
Daniel K. Davis (Parkdale, 6 september 1941) is een Amerikaans politicus van de Democratische Partij. Van 1979 tot 1997 was hij actief in de lokale politiek van Chicago. Sinds 1997 zetelt Danny K. Davis in het Huis van Afgevaardigden namens het 7e congresdistrict van Illinois. Davis is aangesloten bij de Afro-Amerikaanse en de progressieve fracties en is een lid van de socialistische organisatie Democratic Socialists of America (DSA).